# Моттль, Вадим Вячеславович
Вади́м Вячесла́вович Мо́ттль (21 августа 1945— 12 ноября 2020) — российский математик, доктор технических наук, ведущий научный сотрудник ВЦ РАН, профессор кафедры «Интеллектуальные системы» Московского физико-технического института, профессор-консультант Тульского государственного университета (ТулГУ).

## Биография
В 1968 году окончил Тульский политехнический институт (в настоящее время ТулГУ) и, как отличник, Ленинский стипендиат, был принят на работу на кафедру Автоматики и телемеханики в должности ассистента. Предметом его научных исследований стала теория автоматического управления и прикладные вопросы управления технологическими процессами. Нужды решения практических задач получения информации о текущем состоянии объектов управления в сложных химических и металлургических процессах привели к проблематике структурного анализа сигналов, на много лет определившей тематику научной деятельности.
В 1973 году В. В. Моттль поступил в заочную аспирантуру Института проблем управления АН СССР (ИПУ РАН), одновременно продолжая вести преподавательскую и научно-исследовательскую деятельность в Тульском политехническом институте в области структурного анализа сигналов.
В 1979 году В. В. Моттль защитил кандидатскую диссертацию в (ИПУ РАН) на тему «Метод частичной аппроксимации в структурном анализе экспериментальных кривых» и был избран на должность доцента. В 1994 году защитил докторскую диссертацию (д.т. н.) в ИПУ РАН на тему «Марковские модели и методы распознавания образов в сигналах с изменяющимися вероятностными свойствами». С этого же года работает в должности профессора в Тульском государственном университете (ТулГУ). Вадим Вячеславович разработал ряд лекционных курсов для студентов, обучавшихся на кафедре автоматики и телемеханики: «Моделирование систем управления», «Математическая теория систем», «Теория вероятностей», «Методы вычислений», «Методы оптимизации», а также курсы для магистрантов и аспирантов «Марковские модели для анализа сигналов и изображений», «Распознавание образов».
С начала 1990-х годов В. В. Моттль организовал и возглавил научно-исследовательскую группу «Лаборатория анализа данных» на кафедре автоматики и телемеханики ТулГУ, которая занимается теоретическими проблемами анализа сигналов и изображений, включая проблему распознавания образов, а также решает прикладные задачи, в частности, такие как анализ стереопар изображений, анализ массивов данных сейсмической разведки месторождений нефти и газа, распознавание пространственной структуры белков по последовательностям аминокислот, составляющих их полимерные молекулы, идентификация личности по фотопортрету, отпечаткам пальцев и динамике подписи.
В 2003 году В. В. Моттль был приглашён в Вычислительный центр Российской академии наук и на должность профессора кафедры «Интеллектуальные системы» Московского Физико-технического института, переехал в Москву, продолжая сотрудничать с ТулГУ как профессор-совместитель и возглавлять Лабораторию анализа данных. С 2013 года является профессором-консультантом ТулГУ.
За время преподавания в МФТИ В. В. Моттль создал на его базе новую научную школу, которая работает в тесном сотрудничестве с Лабораторией анализа данных ТулГУ в части организации совместных научных исследований, публикаций, выполнения грантов.
Под его руководством защищены две докторские и тринадцать кандидатских диссертаций.
Как сам В. В. Моттль, так и его ученики, постоянно получали поддержку своих исследований по научным грантам (РФФИ, INTAS), что позволяло им ежегодно участвовать в российских и международных научных конференциях и семинарах в США, Великобритании, Германии, Чехии, Италии, Канаде, Австрии, Голландии, Гонконге, Египте, Кипре, Тайване, Японии, Украине, Белоруссии, Швеции.
В. В. Моттль был членом диссертационного совета Д 002.017.02 в ВЦ РАН, членом программного комитета Всероссийской конференции «Математические методы распознавания образов», членом программного комитета Международной конференции по распознаванию образов в биоинформатике, членом технического совета (TC-20) по распознаванию образов в биоинформатике, рецензентом статей научных журналов в области интеллектуального анализа данных, экспертом РФФИ.
Вадим Вячеславович был женат, имел дочь, двух внуков.

## Область научных интересов
Теоретические исследования:

Математические методы анализа данных произвольной природы, методы беспризнакового распознавания образов, обобщённый линейный подход к восстановлению зависимостей.
Прикладные исследования:

Биометрическая идентификация личности, классификация аминокислотных последовательностей белков, оценивание скрытого состава инвестиционного портфеля, анализ данных периодических опросов населения, контроль состояния железнодорожного пути и подвижного состава.

## Монография
- Моттль В. В., Мучник И. Б. Скрытые марковские модели в структурном анализе сигналов. М.: Наука, 1999, 352 с.

## Патенты на изобретения
- Пневматический релейный регулятор. База патентов СССР. Авторское свидетельство СССР № 477392. Опубликовано: 15.07.1975. Соавторы: Войницкий Виктор Юрьевич, Малов Дмитрий Иванович, Федотов Юрий Фёдорович, Фомичёв Александр Александрович, Моттль Вадим Вячеславович.

- Способ определения положения рабочего конца электрода в bahhe руднотермической электропечи. База патентов СССР. Авторское свидетельство СССР № 811510. Опубликовано: 07.03.1981. Соавторы: Микулинский Арон Семёнович, Шкирмонтов Александр Прокопьевич, Топильский Пётр Васильевич, Друинский Михаил Иосифович, Ковалёв Виктор Николаевич, Фомичёв Александр Александрович, Адаманов Мустаф Устинович, Моттль Вадим Вячеславович, Парфёнов Анатолий Алексеевич, Рожков Алексей Семёнович

- Способ определения толщины коксового слоя в ванне руднотермической электропечи. База патентов СССР. Авторское свидетельство СССР № 955537. Опубликовано: 30.08.1982.
- 2 168 187 СПОСОБ СЕЙСМИЧЕСКОЙ РАЗВЕДКИ МАССИВНЫХ ГЕОЛОГИЧЕСКИХ ПОРОД. Соавторы: Левянт Владимир Борисович, Моттль Вадим Вячеславович

## Публикации
В. В. Моттль имеет более 200 публикаций в Российских и зарубежных изданиях.
Список основных публикаций приведён на странице энциклопедии анализа данных MachineLearning.ru